# Scrippelle
Le scrippelle sono un piatto tipico della cucina teramana. Fanno parte dei Prodotti agroalimentari tradizionali abruzzesi.
Anche se si stanno diffondendo sempre più in tutto l'Abruzzo rimangono un elemento caratterizzante delle zone del teramano da dove hanno avuto origine.
Si tratta di sottilissime frittatine preparate versando su una padella caldissima una pastella di farina, acqua e uova.
In effetti sono molto simili alle crêpe francesi che, secondo alcuni, da Teramo furono portate oltre le Alpi al seguito dei loro eserciti, mentre altri le considerano derivate proprio da queste, all'epoca la Provincia di Teramo era una zona di confine tra l'impero francese e spagnolo.
Di fatto, tuttavia le scrippelle differiscono dalle crêpes nella preparazione, negli ingredienti e nell'uso che se ne fa nella cucina teramana, infatti diventano elementi tipici per la preparazione di piatti salati, costituiti in genere da primi.
Le scrippelle sono alla base di diversi piatti fondamentali della cucina teramana tra i quali: 
- le scrippelle 'mbusse, cioè bagnate perché immerse in un leggero brodo di pollo,  arrotolate dopo essere state cosparse di parmigiano o pecorino d'Abruzzo stagionato;
- il timballo di scrippelle, dove sostituiscono la pasta sfoglia nel separare gli strati di ingredienti;
- le scrippelle in forno dove vengono farcite e cotte in forno in modo simile ai cannelloni.

Spesso si fa riferimento alle scrippelle teramane intendendo il piatto delle scrippelle mbusse, quest'ultimo termine corrispondente alla forma in dialetto teramano (letteralmente "scrippelle bagnate").

## Ricetta
Si sbattono le uova (un uovo ogni tre scrippelle), unendovi poi un cucchiaio di farina per ogni uovo e amalgamando fino ad ottenere un composto liscio, infine si aggiunge acqua fino a raggiungere una consistenza fluida, densa e priva di grumi. 
Su una padella calda e oliata si versa una piccola parte del preparato muovendo il manico per distribuirlo uniformemente sul fondo.
Quando la scrippella diviene un velo sottile la si rovescia, prendendola dal bordo con le dita, per cuocerla brevemente sull'altro lato.